# Christian August Gerhard
Christian August Gerhard (* 1. September 1745 in Lindig; † 15. Dezember 1817) war ein deutscher Orgelbauer.

## Leben
Gerhard war der Sohn des Orgelbaumeisters Justinus Ehrenfried Gerhard, eines Schülers Gottfried Silbermanns. Seine Werkstatt befand sich in Lindig. 1777 heiratete er die Ortsansässige Maria Susanna Süße. Aus der Ehe gingen 16 Kinder hervor, von denen 9 das Erwachsenenalter erreichten. Gerhards Sohn Johann Christian Adam war ebenfalls Orgelbauer. Er verlegte die Werkstatt nach Dorndorf.

## Werke
| Jahr      | Ort         | Kirche                    | Bild | Manuale | Register | Bemerkungen |
| --------- | ----------- | ------------------------- | ---- | ------- | -------- | --- |
| um 1780   | Schnellroda | St. Matthäus und Matthaei |      | I/P     | 8        | erhalten, →Orgel |
| 1781/1782 | Kospoda     | St. Petrus                |      | I/P     | 7        | unter Einbeziehung älterer Teile; erhalten → Orgel |
| 1785/1786 | Ruppersdorf | Ruppersdorfer Kirche      |      | II/P    | 17       | nicht erhalten |
| 1787      | Rehmen      | Dorfkirche Rehmen         |      | I/P     | 10       | erhalten → Orgel |
| 1788      | Altengesees | St. Simon und Judas       |      | I/P     | 8        | 1788 erhielt die Kirche anstelle des kleinen im Jahr 1708 von Christoph Adolph von Watzdorf gestifteten Orgelwerks die jetzt noch in Gebrauch befindliche Orgel. → Orgel |
| 1792      | Neusitz     | Dorfkirche Neusitz        |      | II/P    | 14       | erhalten |
| 1797      | Jägersdorf  | Dorfkirche Jägersdorf     |      | I/P     | 8        | 2002 Orgel verbrannt |
| 1801      | Großlohma   | Dorfkirche Großlohma      |      | I/P     | 10       | erhalten |
| 1803      | Hummelshain | Dorfkirche Hummelshain    |      | II/P    | 14       | Orgel stark umgebaut erhalten |
| 1804/1805 | Zscherben   | Dorfkirche Zscherben      |      |         |          | |
| 1812      | Löbschütz   | Dorfkirche Löbschütz      |      | II/P    | 17       | 1904 neugotischen Prospekt erhalten |
| 1812      | Oberbodnitz | Dorfkirche Oberbodnitz    |      | I/P     | 9        | erhalten |